# Бабанин, Максим Игоревич
Максим Игоревич Бабанин (род. 7 октября 1988, Волгоград, Волгоградская область, Россия) — российский боксёр-профессионал, выступающий в тяжелой весовой категории. Руководитель Федерации бокса Волгоградской области, мастер спорта России международного класса, бывший член сборной России по боксу, бронзовый призёр чемпионата мира (2019), бронзовый призёр чемпионата Европы (2017), чемпион России (2015), четырехкратный серебряный призёр (2009, 2013, 2014, 2017) и четырехкратный бронзовый призёр (2012, 2016, 2018, 2020) чемпионата России в любителях.
В любителях побеждал таких известных чемпионов как: Тайсон Фьюри и Джозеф Джойс.
Лучшая позиция по рейтингу BoxRec — 185-я (май 2023) и является 12-м среди российских боксёров тяжёлой весовой категории, — входя в ТОП-200 лучших тяжеловесов всего мира.

## Биография
Родился 7 октября 1988 года в Волгограде. Впервые в секцию бокса пришёл в 14 лет. Максим тренируется у Сергея Багдасаряна.
С декабря 2020 года является руководителем Федерации бокса Волгоградской области.

## Любительская карьера
В 2007 года в финале чемпионата Европы среди юниоров Максим Бабанин победил известного британского боксёра Тайсона Фьюри и стал чемпионом Европы среди юниоров.
В ноябре 2015 года впервые стал чемпионом России в весе свыше 91 кг, в финале победив опытного Магомеда Омарова.
В 2012—2017 годах принимал участие в полупрофессиональной лиге «Всемирная серия бокса», проведя 12 боёв, из них одержав 9 побед и проиграв 3 боёв. Например в апреле 2015 года участвуя в лиге WSB в Лондоне победил по очкам (счёт: 2:1) опытного английского боксёра Джозефа Джойса.
В октябре 2017 года стал серебряным призёром чемпионата России в городе Грозный, в весе свыше 91 кг, где он в полуфинале победил опытного Ивана Верясова, но в финале проиграл Магомеду Омарову.
В сентябре 2019 года завоевал бронзовую медаль чемпионата мира в Екатеринбурге, в четвертьфинале победив по очкам (3:2 — пересчёт после протеста) в конкурентном бою опытного английского боксёра Фрейзера Кларка, но в полуфинале по очкам (0:5) уступил опытному узбекскому боксёру Баходиру Жалолову.
В конце ноября — начале декабре 2020 года в Оренбурге участвовал на чемпионате России в категории свыше 91 кг борясь за возможность войти в состав национальной сборной для участия в квалификационном отборочном турнире на Олимпийские игры в Токио. Где в 1/8 финала раздельным решением судей (4:1) победил Дамила Шарафутдинова, затем в четвертьфинале в конкурентном бою по очкам (4:1) победил Марка Петровского, но в полуфинале проиграл опытному рязанскому боксёру Святославу Тетерину.
В конце августа 2021 года в Кемерово участвовал на очередном чемпионате России в категории свыше 92 кг, где в первом раунде соревнований досрочно техническим нокаутом победил Шамиля Мирзаева, в 1/8 финала победил по очкам Александра Тихоновского, но в четвертьфинале в конкурентном бою со счётом 2:3 он проиграл Ярославу Дороничеву.

## Профессиональная карьера
В ноябре 2021 года, в Москве дебютировал на профессиональном ринге, досрочно путём отказа от продолжения боя после 3-го раунда победив своего соотечественника, 23-летнего липчанина Богдана Ракича (дебют).
27 декабря 2021 года в Самаре на турнире «Буря на Волге». победил во втором раунде камернуца Оливье Дунда Меконго (0-2-0)
29 января 2022 года в Екатеринбурге досрочно техническим нокаутом во 2-м раунде победил своего соотечественника Евгения Кириченко (0-1-1).
29 апреля 2022 года в Красногорске техническим нокаутом в 3-м раунде победил опытного соотечественника-джорнимена Евгения Орлова (17-17-1).
6 мая 2023 года в Екатеринбурге по очкам единогласным решением судей победил белорусского джорнимэна Юрия Быховцева (10-15-3, 5 КО). Для Бабанина эта победа стала первой, где он провел в ринге всю дистанцию.
17 августа 2023 года в Екатеринбурге по очкам единогласным решением судей победил украинского джорнимэна Германа Скобенко (6-13-2, 2 КО). Впервые в своей карьере Бабанин вышел на 8-раундовый рейтинговый бой и провёл в ринге всю отведенную дистанцию. Максим уверенно переигрывал своего соперника как в скорости, так и технике. В первой половине боя Бабанин больше делал акцент на работу по корпусу, а затем сбив дыхание своего оппонента стал откровенно доминировать в ринге.
15 декабря 2023 года в Челябинске в рамках очередного турнира «Бойцовский клуб РЕН ТВ» по итогам 6 раундов победил известного джорнимэна Кевина Джонсона (36-22-2). Результат боя: 60-54, 60-54, 60-54.

## Статистика профессиональных боёв
В таблице перечислены результаты всех поединков боксёров.
В каждой строке указан результат поединка. Дополнительно номер поединка обозначен цветом, который обозначает итог поединка. Расшифровка обозначений и цветов представлена в нижеследующей таблице.
| Пример | Расшифровка                     |
| ------ | ------------------------------- |
|        | Победа                          |
|        | Ничья                           |
|        | Поражение                       |
|        | Планируемый поединок            |
|        | Поединок признан несостоявшимся |
| КО     | Нокаут                          |
| ТКО    | Технический нокаут              |
| PTS    | Решение судей (по очкам)        |
| UD     | Единогласное решение судей      |
| MD     | Решение большинства судей       |
| SD     | Раздельное решение судей        |
| RTD    | Отказ от продолжения боя        |
| DQ     | Дисквалификация                 |
| NC     | Поединок признан несостоявшимся |

| 6 поединков, 6 побед (4 нокаутом). | 6 поединков, 6 побед (4 нокаутом). | 6 поединков, 6 побед (4 нокаутом). | 6 поединков, 6 побед (4 нокаутом). | 6 поединков, 6 побед (4 нокаутом).                             | 6 поединков, 6 побед (4 нокаутом). | 6 поединков, 6 побед (4 нокаутом).                             |
| Бой                                | Рекорд                             | Дата боя                           | Соперник                           | Место проведения боя                                           | Раундов, время                     | Примечание                                                     |
| ---------------------------------- | ---------------------------------- | ---------------------------------- | ---------------------------------- | -------------------------------------------------------------- | ---------------------------------- | -------------------------------------------------------------- |
| 6                                  | 6-0                                | 17 августа 2023                    | Герман Скобенко (6-13-2)           | КРК «Уралец», Екатеринбург, Свердловская область, Россия       | UD 8 (8)                           | Счёт судей: 80-72, 79-73 (дважды).                             |
| 5                                  | 5-0                                | 6 мая 2023                         | Юрий Быховцев (10-25-3)            | КРК «Уралец», Екатеринбург, Свердловская область, Россия       | UD 6 (6)                           | Счёт судей: 59-55, 60-54 (дважды).                             |
| 4                                  | 4-0                                | 29 апреля 2022                     | Евгений Орлов (17-17-1)            | Vegas City Hall, Красногорск, Московская область, Россия       | TKO 3 (6), 1:05                    |                                                                |
| 3                                  | 3-0                                | 29 января 2022                     | Евгений Кириченко (0-1-1)          | RCC Boxing Academy, Екатеринбург, Свердловская область, Россия | TKO 2 (6), 0:52                    |                                                                |
| 2                                  | 2-0                                | 17 декабря 2021                    | Оливье Дунда Меконго (0-2)         | ДС им. В.С. Высоцкого, Самара, Самарская область, Россия       | TKO 2 (6), 1:22                    |                                                                |
| 1                                  | 1-0                                | 26 ноября 2021                     | Богдан Ракич (дебют)               | УСК «Крылья Советов», Москва, Россия                           | RTD 3 (6), 3:00                    | Счёт до остановки боя: 30-27 (трижды). Дебют в профессионалах. |

## Спортивные результаты в любителях
- Чемпионат мира по боксу 2019 года —  Бронза;
- Чемпионат Европы по боксу 2017 года —  Бронза;
- Чемпионат России по боксу 2009 года —  Серебро;
- Чемпионат России по боксу 2012 года —  Бронза;
- Чемпионат России по боксу 2013 года —  Серебро;
- Чемпионат России по боксу 2014 года —  Серебро;
- Чемпионат России по боксу 2015 года —  Золото;
- Чемпионат России по боксу 2016 года —  Бронза;
- Чемпионат России по боксу 2017 года —  Серебро;
- Чемпионат России по боксу 2018 года —  Бронза;
- Чемпионат России по боксу 2020 года —  Бронза.